# Energiestrategie 2050

Der Begriff Energiestrategie 2050 bezeichnet die strategischen Grundlagen für verschiedene Verfassungs-, Gesetzes- und Verordnungsvorlagen im Schweizer Energierecht ab dem Jahr 2011.
«Bundesrat und Parlament haben im Jahr 2011 im Nachgang zur Reaktorkatastrophe von Fukushima einen Grundsatzentscheid für einen schrittweisen Ausstieg aus der Kernenergie gefällt. Demnach sollen die bestehenden fünf Kernkraftwerke am Ende ihrer sicherheitstechnischen Betriebsdauer stillgelegt und nicht durch neue Kernkraftwerke ersetzt werden. Dieser Entscheid sowie weitere, seit Jahren zu beobachtende tiefgreifende Veränderungen insbesondere im internationalen Energieumfeld bedingen einen sukzessiven Umbau des Schweizer Energiesystems bis ins Jahr 2050. Hierfür hat der Bundesrat auf Basis der überarbeiteten Energieperspektiven die Energiestrategie 2050 erarbeitet. Mit der Botschaft legt der Bundesrat nun ein erstes Massnahmenpaket für die langfristige Sicherstellung der Energieversorgung vor.»
Es gibt einerseits eine «Energiestrategie 2050», welche nirgendwo gesamthaft abgebildet wird. Elemente der Strategie ergeben sich aus der Botschaft zum ersten Massnahmenpaket der Energiestrategie 2050 (Revision des Energierechts) vom September 2013. Eine kurze Übersicht über die wesentlichen Punkte der Strategie legte der Bundesrat am 25. Mai 2011 vor. Wichtige Aspekte der Umsetzung der Energiestrategie 2050 sind oder waren namentlich das erste Massnahmenpaket, der Aktionsplan koordinierte Energieforschung, die Strategie Stromnetze, der Übergang vom Förder- zum Lenkungssystem, die Verhandlungen mit der EU, der zweite Marktöffnungsschritt und die Revision des Stromversorgungsgesetzes. Das BFE erstellt jährlich einen Monitoring-Bericht, der die Erreichung der im Gesetz verankerten energiepolitischen Ziele überwacht und Abweichungen davon darstellt. Die gesetzten Ziele ändern sich im Verlaufe der Zeit und verschiedene Akteure haben unterschiedliche Vorstellungen. Während zum Beispiel der Bundesrat in der Botschaft für das Jahr 2035 das Ziel für die erneuerbare Stromproduktion der Schweiz bei 14.5 TWh/Jahr angesetzt wurde, sieht das Gesetz 11.4 TWh/Jahr vor und bei Inkrafttreten des Mantelerlasses wären es dann 35 TWh/Jahr.
Der Energiestrategie 2050 liegen seit dem Jahr 2011 die Arbeiten des BFE und privater Studiennehmer unter dem Titel «Energieperspektiven 2050» und seit dem 26. November 2020 die «Energieperspektiven 2050 plus» zugrunde. Bei den Energieperspektiven handelt es sich um sehr umfangreiche Analysen in welchen zahlreiche Aspekte der Energiestrategie 2050 in verschiedenen Szenarien detailliert untersucht wurden. Umgesetzt wird die Energiestrategie durch zahlreiche Änderungen von Erlassen auf Stufe Bund, Kantone und Gemeinden.
Eine aktuelle Weiterentwicklung haben Bundesrat und Parlament ab 2019 mit dem «Bundesgesetz über eine sichere Stromversorgung mit erneuerbaren Energien» in die Wege geleitet, welches den Ausbau der einheimischen Energiequellen beschleunigen will. Das Parlament hat diese Vorlage in der Schlussabstimmung vom 29. September 2023 klar angenommen und sie wird vorbehältlich einer ablehnenden Referendumsabstimmung Anfang 2025 in Kraft treten.

## Übersicht der Massnahmen
- Das Gebäudeprogramm zur Förderung von energetischen Sanierungen wird ausgebaut und mit maximal 450 Millionen Franken pro Jahr aus dem Ertrag der CO2-Abgabe unterstützt.
- Stromgrossverbraucher können sich von der CO2-Abgabe befreien lassen, wenn sie sich zur Steigerung der Stromeffizienz sowie zur Verminderung ihrer CO2-Emissionen verpflichten.
- Emissionen von Personenwagen werden bis Ende 2020 auf durchschnittlich 95 g CO2/km begrenzt. Dies entspricht rund 4.1 Liter Benzin oder 3.6 Liter Diesel pro 100 km.[7]
- Die Effizienzvorschriften für Elektrogeräte werden auf weitere Gerätekategorien ausgeweitet und entsprechend dem Stand der Technik sukzessive verschärft.
- Der Netzzuschlag oder KEV von heute 1.5 Rappen pro kWh wird auf 2.3 Rappen erhöht.
- Das System der kostendeckenden Einspeisevergütung (KEV) wird zugunsten einer Direktvermarktung umgebaut. In Zukunft sollen Betreiber eine höhere Vergütung erhalten, wenn sie den Strom dann einspeisen, wenn dieser auch benötigt wird.
- Kleinere Photovoltaikanlagen unter 30 kW erhalten Einmalvergütungen in Höhe von maximal 30 % der Investitionskosten.

Im April 2016 hatte der Bundesrat eine Strategie zur Weiterentwicklung des Stromnetzes des Landes beschlossen, um die Stromversorgungssicherheit dauerhaft zu gewährleisten. Diese erleichtert in diversen Rahmenbedingungen die Netzentwicklung. Bereits 2013 verabschiedete das Parlament den Aktionsplan Koordinierte Energieforschung Schweiz, mit dem die Energieforschung für die Periode 2013–2016 mit 202 Millionen Franken unterstützt wurde. Intelligente Messsysteme sind integraler Bestandteil der Energiestrategie 2050.

### Initiative Vorbild Energie und Klima
Zehn Akteure (die Post, ETH-Bereich, Flughafen Genf, SBB, SIG, Skyguide, Suva, Swisscom, VBS und die zivile Bundesverwaltung), welche in der Schweiz für mehr als 2,5 Prozent des Energieverbrauchs verantwortlich sind, haben sich 2013 in der Initiative Vorbild Energie und Klima (VBE) zusammengeschlossen. 2021 haben sich die Unternehmen Postfinance, PostAuto, Schweizerischen Radio- und Fernsehgesellschaft (SRG), Flughafen Zürich AG und RUAG MRO Holding AG der Initiative angeschlossen. Die Initiative verfolgt das Ziel, die Energieeffizienz zu steigern und den Umstieg auf erneuerbare Energien zu fördern. Die Initiative Vorbild Energie und Klima ist eine von zwölf Massnahmen der Energiestrategie 2050.

## Referendum gegen das Energiegesetz
Die Energiestrategie 2050 wurde im Rahmen des Energiegesetzes am 30. September 2016 sowohl vom National- als auch vom Ständerat mit deutlicher Mehrheit verabschiedet. Gegen das Gesetz wurde das Referendum ergriffen und am 19. Januar 2017 wurden 68'500 beglaubigte Unterschriften eingereicht. Der Schweizer Souverän nahm das Energiegesetz am 21. Mai 2017 mit einem Ja-Anteil von 58,2 % an.

## Debatte nach der Abstimmung
- Die Nationalen Forschungsprogramme (NFP) 70 («Energiewende») und 71 («Steuerung des Energieverbrauchs») des Bundes haben umfassende Studien zu den technologischen, ökonomischen und gesellschaftlichen Faktoren einer Transformation des Energiesystems der Schweiz erarbeitet.[15] Laut Hans-Rudolf Schachler, Leiter des NFP 70, ist der Ausstieg aus den fossilen Energieträgern und der Kernenergie bis 2050 möglich.[16] Durch die Elektrifizierung der Energieversorgung und des Verkehrs entstünde ein komplexes Energiesystem. Die unterschiedlichen Energiequellen- und Speichersysteme müssten in einer digital organisierten Koordinationsleistung aufeinander abgestimmt werden. Laut Andreas Balthasar, Leiter des NFP 71, entstehen die Schwierigkeiten bei der Umsetzung hauptsächlich aus der fehlenden Kenntnis über die Realisierbarkeit von Lösungen und der Risikoaversion des Parlamentes und der Bevölkerung.[17][18] Die notwendigen Umstellungen seien jedoch nur durch eine Kombination von technischen und sozialen Innovationen machbar, wie der Nutzung der Photovoltaik auch auf Gebäudefassaden und integriert in Fenster, Druckluftspeicherwerke in Bergstollen sowie Geothermie zur Heizung von Gebäuden. Ausserdem müsse eine breite Akzeptanz erreicht werden, um Energiesparen in grossem Umfang zu verwirklichen. Dazu müssten CO2-Lenkungsabgaben auf Benzin und Diesel eingeführt werden. Ebenso sollten Bund und Kantone zusätzliche gezielte Regulierungen für Gebäude und beim Verkehr einführen, um die Energieeffizienz zu steigern. Elektrizitätswerke sollten dynamische Tarifmodelle einführen, um Stromsparen lohnender zu machen. Die Kosten des Umbaus wurden auf etwa 100 Milliarden Schweizer Franken über 30 Jahren geschätzt.[19]
- Laut Eduard Kiener, ehemaliger Direktor des Bundesamtes für Energie, erweisen sich die in der Energiestrategie 2050 angenommenen Potentiale von erneuerbaren Energiequellen mit Ausnahme der Photovoltaik zunehmend als unrealistisch. Die Schweiz sei insbesondere im Winterhalbjahr auf Stromimporte angewiesen. Eine Strommangellage sei die folgenreichste Gefahr für Gesellschaft und Wirtschaft, noch vor einer Pandemie, einem Erdbeben oder einem AKW-Unfall. Dabei müsse aus den Erfahrungen mit der Corona-Pandemie gelernt werden, dass eine nationale Stromerzeugung sichergestellt werden sollte, da bei eigener Knappheit andere Länder nicht bereit seien, Strom zu liefern. Neue Gaskraftwerke und zusätzliche Stromspeicheranlagen seien notwendig, wobei wegen deren fehlender Wirtschaftlichkeit der Staat einspringen müsse.[20] In einer weiteren Stellungnahme formulierte Kiener fünf Punkte, welche aus seiner Sicht für eine sichere Stromversorgung notwendig sind. Neben den von ihm schon früher geäusserten Voraussetzungen sollten Kernkraftwerke mehr als 50 Jahre betrieben werden können (Sicherheit vorausgesetzt), ein handlungsfähiges, gesamtschweizerischen Organ mit Verantwortung und Kompetenzen für die Versorgungssicherheit geschaffen und die Rolle der Energieversorgungsunternehmen überdacht werden. Deren gesamtwirtschaftliche Dienstleistungsfunktion müsse vermehrt auf die Versorgungssicherheit ausgerichtet werden.[21]
- Als Kritiker der Wirtschaftlichkeit der geplanten Energiewende äussern sich die beiden Ökonomen Silvio Borner und Bernd Schips.[22] Sie weisen insbesondere auf die witterungsabhängige Stromproduktion von Solar- und Windkraftanlagen hin und bezeichnen diese Arten der Stromerzeugung als Flatterstrom, welcher weder planbar noch steuerbar sei. Für die Marktfähigkeit dieser alternativen Stromerzeugung spiele deren Anteil am Gesamtstrombedarf eine entscheidende Rolle. Je höher deren Anteil werde, desto häufiger entständen zeitweise Überproduktion und damit sogenannte Intermittenzkosten, welche den Produktionskosten zugefügt werden müssten. Sie behaupten, dass für die nächsten 20 bis 30 Jahre kein Geschäftsmodell für den saisonalen Ausgleich absehbar sei, um den aus alternativen Quellen erzeugten Strom bedarfsgerecht und wirtschaftlich verfügbar zu machen. Je mehr in diese Formen der Alternativstromproduktion investiert werde, desto unrentabler würden sie für die Anbieter. Deshalb würden Subventionen entsprechend zunehmen müssen, was Zusatzkosten für Nachfrager und/oder Steuerzahler bedeuten werde.
- Andere Kritiker wie Hans Rentsch und Edwin Somm bezeichnen die Schweizer Energiestrategie 2050 bezüglich Elektrizität als «Importstrategie». Insbesondere im Winterhalbjahr werde auch auf viele Jahre hinaus noch mit Stromeinfuhr aus Nachbarländern gerechnet. Eine vom Bundesamt für Energie in Auftrag gegebene Studie kommt im Oktober 2017 zum Schluss, dass Stromimporte zentral für die künftige Versorgungssicherheit sein werden.[23] Ob unsere bisherigen Hauptlieferanten von Strom in Deutschland und Frankreich auch in Zukunft in der Lage sein werden, uns Strom zu liefern wird bezweifelt.[24] So soll der europäische Netzbetreiberverband bereits 2015 warnend darauf hingewiesen haben, dass Deutschland vom Jahr 2025 an selber zu Importen genötigt sein werde. Ab 2023 werden in Deutschland nach Plan alle Kernkraftwerke den Betrieb eingestellt haben.[25] Frankreich hat im Gegensatz zur Schweiz und Deutschland nicht die Absicht hat, die Kernenergie auslaufen zu lassen. Trotzdem wird auch dieses Land laut dem europäischen Netzbetreiberverband wahrscheinlich ab dem Jahr 2025 zu wenig Strom für den Eigenbedarf zur Verfügung haben. Insbesondere im Winter ist der Strombedarf in Frankreich hoch, weil dort in vielen Haushalten mit Elektrizität geheizt wird.[25] Um ab etwa 2025 die Versorgungssicherheit in der Schweiz zu gewährleisten und keinen umfassenden Stromausfall (Blackout) zu riskieren, sehen diese beiden Autoren als wichtigsten Schritt den raschen Bau von Gas-und-Dampf-Kombikraftwerken, welche bei Engpässen temporär in Betrieb genommen werden könnten.[23][24]
- Der Ende 2019 abgetretene Präsident der Eidgenössischen Elektrizitätskommission (Elcom) Carlo Schmid-Sutter sieht die Versorgungssicherheit für Elektrizität in der Schweiz in Zukunft gefährdet. Wenn alle Schweizer Atomkraftwerke etwa im Jahr 2035 abgeschaltet sein werden, muss die entstehende Versorgungslücke durch alternative, zusätzlich installierte eigene Energieerzeugung und Importstrom vor allem im Winterhalbjahr geschlossen werden. Mit der Zubaurate für erneuerbare Energie von 2019 würde es über 100 Jahre dauern, um den wegfallenden Atomstrom in der Schweiz selbst zu ersetzen. Die Verfügbarkeit von Importstrom unterliegt Schwankungen und ist risikobehaftet. Um die Versorgungssicherheit zu gewährleisten, müssten zusätzliche Saisonspeicher (Stauseen und/oder allenfalls Speicher mit neuen Technologien) sowie Reservekraftwerke gebaut werden. Solche grössere Vorhaben sind jedoch nach den wirtschaftlichen Gegebenheiten von 2019 nicht rentabel, weil Versorgungssicherheit noch kein anerkanntes wirtschaftliches Gut mit einem Preis ist. Carlo Schmid-Sutter plädiert deshalb für den Einsatz öffentlicher Mittel zu diesem Zweck.[26]
- Die offizielle Energiestrategie 2050 berücksichtigt nicht die Abhängigkeit unterschiedlicher Energieträger voneinander. Die Elektrifizierung des Verkehrs wird zwar die Verwendung fossiler Energieträger vermindern, gleichzeitig aber den Stromverbrauch erhöhen. Dasselbe gilt für die Umstellung von Öl- und Gasheizungen auf Wärmepumpen. Bei Umstellung von drei Vierteln aller Haushalte auf elektrische Wärmepumpen und 20 Prozent der gefahrenen Autokilometern auf elektrische Antriebe errechnete die EMPA einen Strommehrbedarf von 13,7 Terawattstunden. Dieser erhebliche Mehrbedarf wurde in der Energiestrategie nicht berücksichtigt und muss zusätzlich erzeugt werden. Er entspricht mehr als der Hälfte des 2019 in der Schweiz erzeugten Atomstroms. Aus Sicht des Autors sind auch bei forciertem Ausbau der Photovoltaik und zusätzlicher Stromerzeugung mittels Wasserkraft Reserveanlagen insbesondere im Winter nötig, um die Versorgungssicherheit zu gewährleisten. Da nur kurzfristig betriebene Gaskraftwerke nicht wirtschaftlich sind, müsste der Staat einspringen.[27]
- Bei Konflikten um den Ausbau der Wasserkraft zur Erzeugung elektrischer Energie zog die zuständige Bundesrätin Simonetta Sommaruga Michael Ambühl als Mediator bei, um bisher vorhandene Blockaden zu überwinden. Nach drei Zusammenkünften ab Sommer 2020 einigten sich Stromkonzerne, Umweltschutzverbände und Kantone auf Regeln und eine Liste mit fünfzehn Projekten zum Ausbau von Wasserkraftwerken. Die Gesprächsteilnehmer haben sich darauf verständigt, die saisonale Speicherproduktion bis 2040 grundsätzlich um 2 Terawattstunden (TWh) auszubauen.[28]
- In einem Interview äussert sich der Präsident der Schweizer Strombranche Michael Wider zu dieser Thematik. In vielen Fällen lohnten sich heute Investitionen in neue inländische Elektrizitätsanlagen auf Grund eines für elektrischen Strom europaweit verzerrten Marktes nicht. Der Schweizer Konsument sollte bereit sein, für die Leistung einer sauberen und sicheren Versorgung aufzukommen. Insbesondere sollte ein finanzieller Anreiz als eine Art Versicherungsprämie geschaffen werden, dass Betreiber von Speicherkraftwerken einen Wasserreservestand für knappe Zeiten im Winterhalbjahr halten (Wintervorsorge).[29]
- Um Versorgungsengpässe bei der elektrischen Energie überbrücken zu können, wollen Fachleute aus der Energiebranche ein zentral gesteuertes System von Kleinanlagen bauen, welches als rasch zuschaltbare Reserve einsetzbar wäre. Der Verband Powerloop aus der Energiebranche schlägt den gestaffelten Bau von rund zweitausend kleinen Gaskraftwerken vor, die über weite Teile der Schweiz verteilt würden. Der Vorschlag geniesst auch darum Unterstützung, weil er auf die bewährte Wärme-Kraft-Kopplung (WKK) setzt. Die kleinen Gaskraftwerke existieren bereits. In der Schweiz sind 950 derartige Kleinanlagen schon in Betrieb. Diese Anlagen produzieren gleichzeitig Strom und Wärme, was vor allem im Winter von Vorteil ist. Zur Finanzierung sollen Stromkunden mit jeder Rechnung einen Zuschlag im Sinne einer Versicherungsprämie bezahlen, der den Ausbau der Kleinkraftwerke ermöglichen würde.[30]
- Der Wirtschaftshistoriker Tobias Straumann findet, dass die geplante Energiewende weder mit dem Marshallplan nach dem Zweiten Weltkrieg, noch der "Green New Deal" mit dem an US-Präsident Theodore Roosevelt erinnernden "New Deal" oder der europäische "Green Deal" mit dem US-Apollo-Raumfahrtprogramm verglichen werden kann. Das Besondere an der vorgesehenen Energiewende sei die Langfristigkeit über den Zeitraum von 30 Jahren und das Vorhaben demokratischer Staaten, einen derart ehrgeizigen Umbau des Wirtschaftssystems durchzuführen.[31]
- Am 21. Mai 2022 sind fünf Jahre seit der Abstimmung vergangen. Unter dem Titel Von Leuthards Energiestrategie bleibt wenig übrig wird Zwischenbilanz gezogen.[32] Ständerat Ruedi Noser sagt: Die Energiestrategie ist damit zur Makulatur geworden. Nationalrat Albert Rösti vermerkt: Wir wissen heute, dass die Energiestrategie auf Annahmen beruht, die kreuzfalsch waren. Insbesondere die Nachfrage nach elektrischen Strom wird voraussichtlich 2050 deutlich höher sein als bisher angenommen. Auch die Annahme der Verwaltung unter Bundesrätin Doris Leuthard, dass im Winter fehlender Strom aus dem Ausland bezogen werden kann, ist inzwischen fraglich geworden. Die EU will einen Grossteil der Grenzkapazitäten im Elektrizitätsnetz für sich selbst beanspruchen. Daraus leiten sich mehrere Forderungen ab. Die Schweizerische Energiestiftung fordert einen massiven Ausbau der Solarenergie. Um die entsprechend schwankende Energieerzeugung auszugleichen, müssten mehr Speicherkapazitäten geschaffen werden. Rösti dagegen fordert, dass das Verbot für neue Kernkraftwerke aufgehoben wird.
- Schweizer Kantone seinen bei bestimmten Vorhaben für die Energiewende hinderlich. So bekämpften sie die auf Bundesebene vorgesehene Straffung von Verfahren für Wind- und Wasserkraftanlagen wegen allfälligem Verlust ihrer entsprechenden Kompetenzen. Auch verhinderten Bergkantone durch ihre Heimfallstrategie, dass in neue Wasserkraftprojekte investiert werde.[33]
- Laut André Dosé als Präsident von Swissgas sei die Energiestrategie 2050 auf Sand gebaut. Zu deren Annahmen gehörte, dass kein Bevölkerungswachstum erfolge, die Bevölkerung den Stromkonsum reduziere und die Elektromobilität nicht geeignet berücksichtigt wurde. Es handelte sich um eine Träumerei.[34]

- ETH-Professor Didier Sornette hält die Energiestrategie 2050 für technisch und wirtschaftlich nicht umsetzbar.[35]
- Auf den Winter 2022 hin wurde die Energieversorgungssicherheit prioritär. Gerald Hosp von der Neuen Zürcher Zeitung plädiert für eine längerfristige Strategie, welche die Versorgungssicherheit, Umweltverträglichkeit und Bezahlbarkeit gleichermassen berücksichtigt. Vorerst solle sichere und erschwingliche Energieversorgung angestrebt und auch die Weichen für eine emissionsarme Zukunft gestellt werden. Er zieht dabei die europaweite Problematik in Betracht.[36]
- Christoph Mäder als Präsident von economiesuisse bezeichnet die Energiestrategie 2050 als gescheitert, da sie von falschen Projektionen ausgegangen sei. Er wünscht sich, dass die Schweizer Wasserkraftreserven besser genutzt werden. Dazu sollten die Vorschriften für Restwassermengen gelockert, die Bereitstellung von Reservekraftwerken attraktiver gemacht und entsprechende Bewilligungsverfahren beschleunigt werden. Bei fossilen Zweistoffanlagen sollten die Vorgaben zur Emissionsreduktion vorübergehend ausgesetzt werden.[37]
- Hans-Rudolf Zulliger, ehemaliger Präsident der Commission fédérale pour la recherche énergétique (CORE) findet, dass der Schweizer Strommarkt groteske Anreize setze und damit eine rasche Energiewende blockiere. Für den durch Solaranlagen ins Netz eingespeisten Strom erhalte man markant weniger Vergütung als den durchschnittlichen Preis, welchen Strombezüger zu bezahlen haben. Deshalb würden viele neue photoelektrische Solaranlagen nur für den Eigenverbrauch dimensioniert, obschon eine höhere Produktion zur Einspeisung ins Netz möglich wäre. Zullinger zitiert eine ETH-Studie, welche gegenwärtig eine erhöhte Einspeisevergütung von mindestens 15 Rappen pro Kilowattstunde vorsieht, damit ohne Zusatzvergütung kein Verlustgeschäft beim Einspeisen des Stromüberschusses entsteht.[38]
- Thomas Nordmann und Jörg Hofstetter haben eine Studie über den sinnvollen Einsatz der Photovoltaik verfasst. Darin wird der Bau von Solaranlagen in den Alpen befürwortet, weil sie insbesondere von Februar bis Mai wetterbedingt mehr Strom produzieren als Anlagen im Tiefland. Der so erzeugte Strom aus den Alpen sollte möglichst direkt ins Netz eingespeist werden, um im Winter aus den Stauseen weniger Wasser zur Stromerzeugung nutzen zu müssen. Auf diese Weise könnte mehr Reservewasser in den Stauseen für Engpässe in der Stromversorgung bereitgehalten werden.[39]
- Thierry Burkart hat sich als Präsident der FDP.Die Liberalen zur Strommangellage in der Schweiz geäussert. Die Annahme der Energiestrategie 2050, dass der Stromverbrauch trotz Defossilisierung nicht zunehmen werde, sei Wunschdenken gewesen und Teil eines immer unrealistischeren Schönwetterprogramms. Auch werde in Europa Energie in den kommenden Jahren knapp bleiben. In der Schweiz müssten mehr Strom produziert und zusätzliche Speicherkapazitäten erschlossen werden. Er fordert auch, dass Entwicklungen im Bereich der Kernenergie wieder als Option berücksichtigt werden.[40]
- Durch das Wachstum elektrisch betriebener Wärmepumpen und der Zunahme von Elektroautos wie auch bei massenhafter Einspeisung von Solarstrom bei grosser Sonneneinstrahlung kann in Zukunft das Stromverteilnetz an Leistungsgrenzen stossen. Die gegenwärtige Spitzenlast in der Schweiz beträgt 9600 Megawatt, Tendenz ansteigend. Um lokalem Kollaps des Netzes vorzubeugen, fordern Stromnetzbetreiber einen geeigneten Netzausbau und die Möglichkeit, Kunden bei lokaler Überlastung durch Fernabschaltung vom Netz zu trennen.[41] Das Bundesamt für Energie hat 2022 berechnet, dass die Schweiz bis 2050 rund einen Drittel mehr Strom brauchen wird, um den Ausstieg aus der Kernenergie und das Netto-Null-Ziel zu bewerkstelligen. Dabei droht das Stromnetz zur Achillesferse der Energiewende zu werden. Der Netzausbau hinkt zunehmend dem Produktionsausbau der Energie nach.[42]
- Das Energy Science Center der ETH Zürich hat im Auftrag von economiesuisse 2023 eine neue Studie zur Energiestrategie der Schweiz verfasst. Im Gegensatz zu Deutschland besteht in der Schweiz die Option, die bestehenden Kernkraftwerke länger als gegenwärtig geplant in Betrieb zu lassen. Beim gegenwärtigen Abschaltplan würden ab den 2030er Jahren enorme Winterstromdefizite auftreten, welche kaum durch Stromimporte gedeckt werden könnten. Deshalb empfiehlt auch die Internationale Energieagentur, die vorhandenen Kernkraftwerke möglichst lange laufen zu lassen. Der so produzierte Strom koste nur etwa 3 Rappen pro Kilowattstunde und sei zudem CO2-frei. Eventuell könnte sich auch ein neues Kernkraftwerk lohnen, welches etwa 2040 einsatzbereit und bezüglich Übertragungsnetz günstiger wäre als ein Netzausbau für verteilte Solaranlagen. Würde man die Atomkraft wie beschrieben weiterhin nutzen, so wären Alpine Solaranlagen unwirtschaftlich und nur mit etwa 3,5 Milliarden Franken Subventionen machbar. Mit den beschriebenen Massnahmen und einem vernünftigen Ausbau von Solar- und Windenergie könnte die Dekarbonisierung der Schweiz mit tragbarem Aufwand gelingen ohne eine übertriebene Abhängigkeit von Stromimporten eingehen zu müssen.[43]
- Emil Kowalski machte auf eine wenig beachtete Möglichkeit bei klimabedingten Einflussfaktoren für Prognosen des langfristigen Strombedarfs aufmerksam (NZZ 15. 5. 2024, S. 18). Es wird meistens die Annahme gemacht, dass sich die Klimaerwärmung fortsetze und dadurch während der Heizperiode weniger Elektrizität für den Betrieb von Wärmepumpen und Elektroheizungen notwendig werde. Eine gegenteilige Entwicklung könnte eintreten, falls das leichtere Schmelzwasser der auftauenden Nordpol-Eiskappe die Strömung des schwereren und wärmeren Golfstrom-Salzwassers überlagern würde. Dabei könnte bei Erreichen dieses Kipppunktes entsprechend IPCC-Prognosen das Klima in Europa um bis zu 5 Grad Celsius kälter werden. Die Folgen für das Klima und den Elektrizitätsbedarf in der Schweiz wären gegenteilig zur erwarteten Klimaerwärmung.

## Revision des Stromversorgungsgesetzes 2021
Mit der Zielsetzung einer Selbstversorgungsfähigkeit von mindestens 21 Tagen nach Auslaufen der Stromlieferungen von Schweizer Kernkraftwerken und Stromknappheit im Ausland will der Schweizer Bundesrat zusätzliche Massnahmen ergreifen. Insbesondere sollen Bundesbeiträge für den Bau oder Ausbau von Speicherkraftwerken geleistet werden. Für die Schweizer Strombranche sind derartige Ausbauprojekte gegenwärtig unwirtschaftlich und werden deshalb ohne Staatsbeihilfe nicht verwirklicht. Falls mit zusätzlichen Speicherkraftwerken die erwähnte Zielsetzung nicht erreicht werden kann, ist auch die Förderung alternativer Technologien mit rascherer Realisierbarkeit vorgesehen. Unter bestimmten Auflagen wären somit erstmals auch Gaskombikraftwerke als Teil der Energiestrategie vorgesehen. Das Energiedepartement soll bis Mitte 2021 einen Mantelerlass für ein Bundesgesetz über eine sichere Stromversorgung mit erneuerbaren Energien vorlegen. Gegen den Mantelerlass, welcher vorsieht, dass alle Bereiche der Stromproduktion künftig Vorrang gegenüber dem Naturschutz haben, wurde das Referendum ergriffen. Infolge kam es am 9. Juni 2024 zu einer Volksabstimmung.